# Ernst Dubowy
Alexander Leo Ernst Dubowy (ur. 15 sierpnia 1891 w Dolním Benešovie (Dolnym Beneszowie), zm. 26 lutego 1945 w Kietrzu) – ksiądz katolicki, doktor teologii oraz filozofii, wikariusz katedralny we Wrocławiu, rektor seminarium duchownego w Braniewie, autor licznych publikacji z dziedziny teologii pastoralnej.

## Życiorys

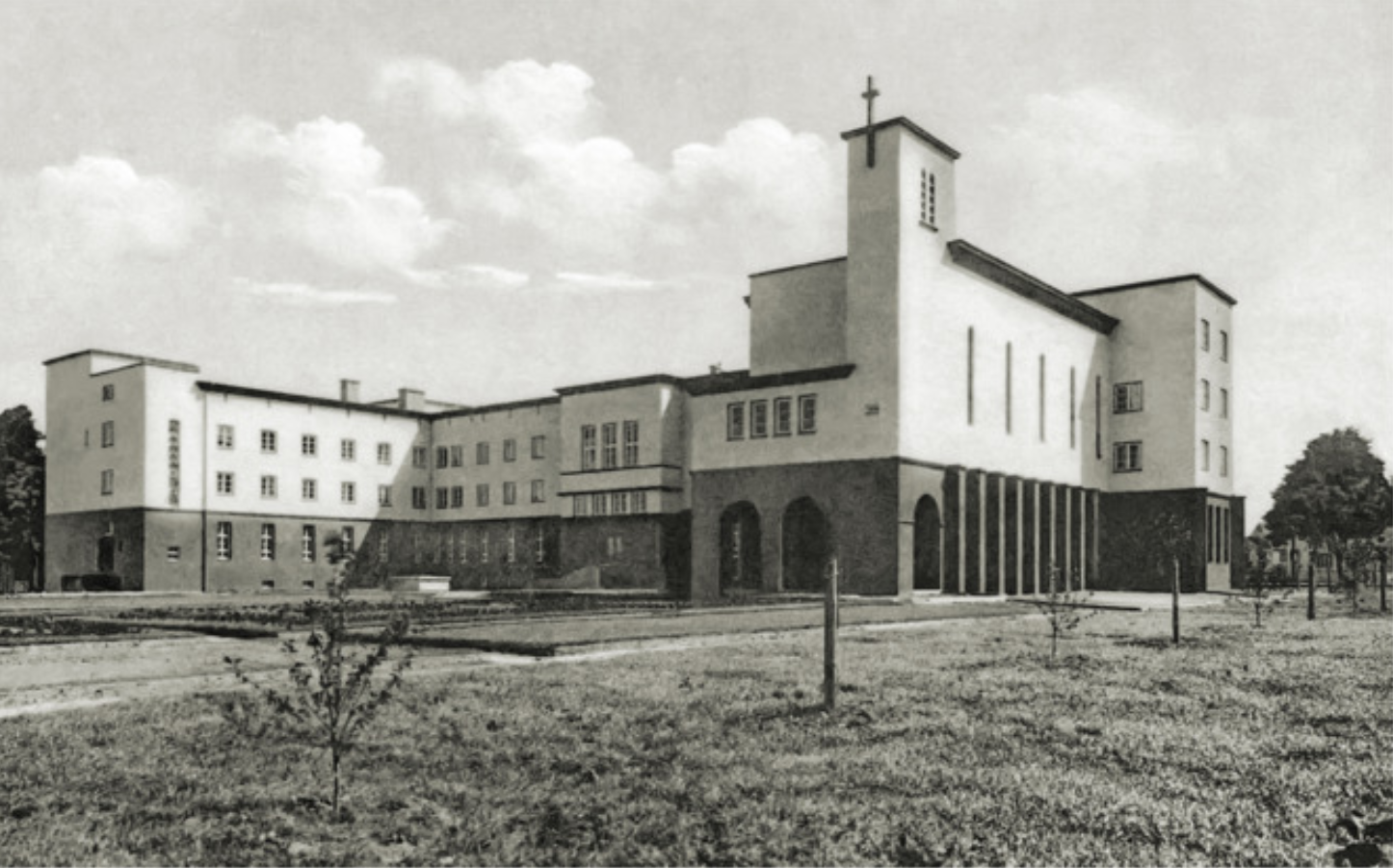
Gmach seminarium duchownego w Braniewie wzniesiony za rektora Ernsta Dubowego

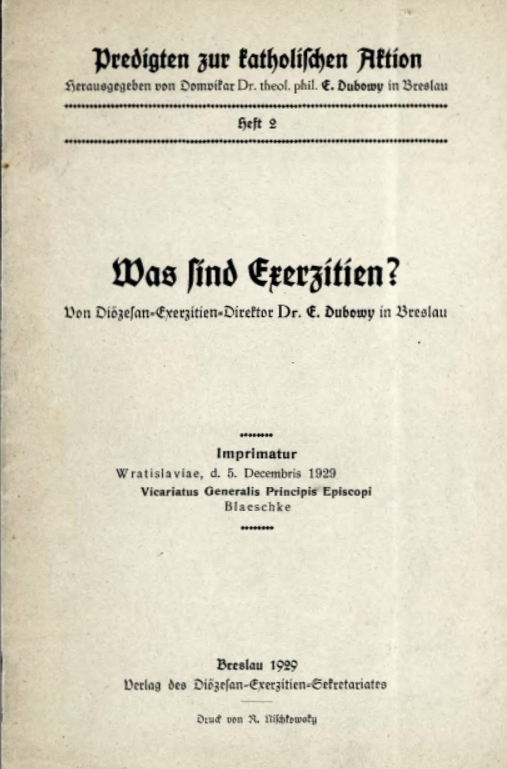
Ks. Dubowy publikował zarówno w języku niemieckim

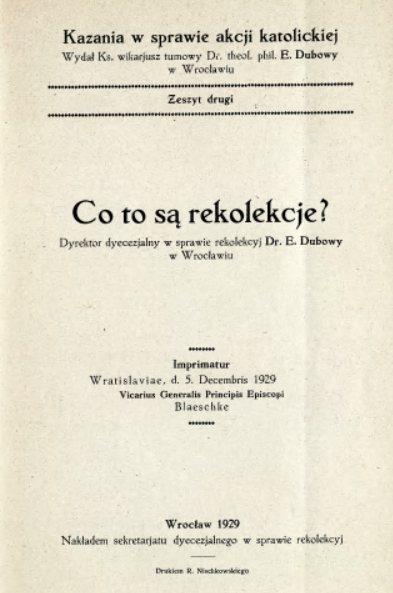
...jak również w języku polskim

### Dzieciństwo i okres nauki
Urodził się 15 sierpnia 1891 w Dolnym Beneszowie na Czeskim Śląsku w kraju morawsko-śląskim w rodzinie nauczyciela Petera Dubowego i Marie z domu Holletschek. Do szkół elementarnych uczęszczał w Bobrowniku, Hoszczalkowicach i Benešovie. Od 1902 pobierał nauki w Królewskim Gimnazjum Ewangelickim w Raciborzu (Königliches Evangelisches Gymnasium). W gimnazjum należał do najlepszych uczniów, uzyskując nagrody i stypendia. W 1910 uzyskał w tej szkole maturę, w wieku 18 i pół roku, będąc najmłodszym uczniem w klasie. Z części ustnej matury był zwolniony ze względu na bardzo dobre oceny (z jego klasy zwolniony został też późniejszy ksiądz Antoni Kurczok). Ernst Dubowy studiował we Wrocławiu filozofię i teologię. Prócz tego zgłębiał historię sztuki i archeologię. W 1914 uzyskał stopień doktora teologii na podstawie dysertacji Klemens von Rom über die Reise Pauli nach Spanien, napisanej pod kierunkiem prof. Josepha Sickenbergera, a następnie stopień doktora filozofii na podstawie rozprawy Der Einfluß der apokryphen Petrus- und Paulusliteratur auf altchristliche Darstellungen der Apostelfürsten, obronionej 9 czerwca 1914 w Auli Leopoldina Uniwersytetu Wrocławskiego. Obie prace doktorskie zostały wydane drukiem, zwłaszcza praca z teologii zyskała duże uznanie w środowisku naukowym. 18 czerwca 1914 Ernst Dubowy otrzymał sakrament święceń kapłańskich z rąk biskupa Augustina we wrocławskiej katedrze.

### Wikariusz w Berlinie i Wrocławiu
W uznaniu jego osiągnięć naukowych został z dniem 22 lipca 1914 mianowany repetentem (wykładowcą) w konwikcie arcybiskupim we Wrocławiu.  Po 1 kwietnia 1915 został przyjęty jako członek rzeczywisty do Śląskiego Towarzystwa Kultury Ojczyźnianej (Schlesische Gesellschaft für Vaterländische Kultur).
Następnie pełnił posługę duszpasterską w Berlinie jako drugi wikariusz w parafii św. Rodziny. W Berlinie doskonalił swoją polszczyznę, gdyż pełnił tam posługę kapłańską wśród polskiej diaspory utrakwistów. Stąd też później w niektórych źródłach sam bywa określany jako utrakwista. Po 3 latach pobytu w stolicy w 1919 ks. Dubowy powrócił do Wrocławia. Posługiwał w tym czasie między innymi w domu wychowawczym „Mariahilf”, później w szpitalu św. Józefa. 10 października 1921 został wikariuszem katedralnym we Wrocławiu. Jako wikary pisze i wydaje szereg pism i opracowań religijnych oraz prowadzi wykłady z zakresu problematyki katechetyki.

### Regens w Seminarium Duchownym w Braniewie
Po dziewięciu i pół roku pusługi w katedrze wrocławskiej ks. Dubowy kończy działalność jako wikariusz. 17 marca 1931 został mianowany przez biskupa Kallera regensem (rektorem) Seminarium Duchownego w Braniewie. Obaj kapłani poznali się prawdopodobnie podczas ich działalności w Berlinie – ks. Kaller od 1917 był proboszczem parafii św. Mikołaja w Berlinie, gdy w tym czasie ks. Dubowy posługiwał w parafii św. Rodziny w Berlinie; obaj byli Górnoślązakami. Poza tym ks. Dubowy miał już całkiem pokaźny dorobek naukowy. Ks. Dubowy został mianowany zarazem profesorem tytularnym (Honorarprofessor) teologii pastoralnej w Akademii Państwowej w Braniewie, która miała rangę uniwersytetu, choć posiadała tylko dwa wydziały – teologiczny i filozoficzny. W seminarium duchownym w Braniewie regens Dubowy wykładał teologię pastoralną i homiletykę. Za jego kadencji, w latach 1931–1932, został przy Ludendorffstraße 18 (współcześnie ul. Elbląska) wzniesiony nowy gmach seminarium duchownego, uroczyście poświęcony po niespełna 14 miesiącach prac, w dniu 23 sierpnia 1932 roku.
Braniewska uczelnia znana była w tamtym czasie jako siedlisko narodowego socjalizmu, przykładem partyjnych wykładowców byli wówczas m.in. Karl Eschweiler, Joseph Lortz czy Hans André – jawnie popierający rodzącą się dyktaturę NSDAP, której byli zresztą też członkami. Ernst Dubowy jednak nie uległ presji otoczenia i nie należał do zwolenników NSDAP, w czasie pobytu w Braniewie nie wygłosił żadnego wykładu ani kazania chwalącego dyktaturę.
Rola rektora uczelni przerosła jednak jego siły. 3 maja 1933, po zakończeniu roku akademickiego, opuścił diecezję warmińską. Był przedostatnim rektorem pierwszego na ziemiach polskich, istniejącego przez bez mała 400 lat seminarium duchownego w Braniewie. Po nim obowiązki rektora objął ks. Paul Arendt, który, jako ostatni regens, pełnił tę funkcję do zniszczenia i likwidacji tej uczelni w 1945 roku.

### Pobyt w Berlinie i powrót na Śląsk
Z Braniewa ks. Dubowy wyjechał do Berlina, gdzie został proboszczem. Od 1941 pełnił funkcję kapelana zgromadzenia Ubogich Sióstr Szkolnych de Notre Dame w Białej w powiecie prudnickim, był też dyrektorem diecezjalnego ośrodka ds. rekolekcji. Był wydawcą pism religijnych „Homiletische Zeitfragen”, „Pastoraltheologische Zeitfragen”, „Religionspadagogische Zeitfragen”, „Ostdeutsches Pastoralblatt”, a także kierownikiem stowarzyszenia katolickiego Deutscher Katecheten-Verein.
Na emeryturze zamieszkał w małej wsi Trebom. Zginął 26 lutego 1945 zastrzelony z rąk żołnierzy radzieckich, w wieku niespełna 54 lat, według innych źródeł w bliżej nieznanych okolicznościach podczas ofensywy Armii Czerwonej.
Ernst Dubowy był człowiekiem wielu talentów, był zarówno teoretykiem, jak i praktykiem, wspaniałym mówcą i pisarzem, człowiekiem słowa i pisma, o sławie znacznie wykraczającej poza Niemcy. Niestety niesprostanie roli rektora seminarium duchownego w Braniewie było punktem zwrotnym w jego karierze naukowej i stanowiło jej kres.

## Publikacje
- Klemens von Rom über die Reise Pauli nach Spanien (doktorat we Wrocławiu), Fryburg Bryzgowijski 1914
- Schwesternhilfe bei der Kranken – Seelsorge, Fryburg Bryzgowijski1921
- Breslauer Kirchen (przewodnik), Wrocław 1922
- Aus der inneren Mission einer Großstadtgemeinde, Linz 1925
- Der Breslauer katechetische Lehrgang, Wrocław 1925, 1926
- Lehrplan für den Religionsunterricht in der Diaspora, Wrocław 1926 (współautor)
- Literarisches Wegweiser für den kath. Religionsunterricht an Hilfsschulen, Wrocław 1927
- Katholische Aktion und Exerzitien, Wrocław 1928
- Der leidende Heiland, dein Füfrer zum wahren Glück, Fryburg Bryzgowijski 1928
- Christus dux, Freiburg 1929; (współautor)
- Religionsbüchlein für Hilfsschulen, Wrocław 1929, 1930
- Stoff zur Predigt über Gottesglauben und Unglauben, Monachium 1931 (wydawca)
- Katholische Lebensfragen, Karlsruhe 1933
- Der Gesundbrunnen, Leutesdorf 1934
- Neues Leben, Leutesdorf 1934
- Sturmtruppen, Leutesdorf 1934
- Exerzitienführer vor die Front!, Leutesdorf 1933, 1935
- Sofia Werner, eine Magd des „Christkönigs”, Leutesdorf 1937
- Komm herüber und hilf uns!, Salzburg 1937
- Werbe - Predigten und Vortrage über Exerzitien, Recklinghausen 1937, 1939
- Ehevorbereitungsexerzitien für Jungfrauen, Paderborn 1939